# Bab Al Hara

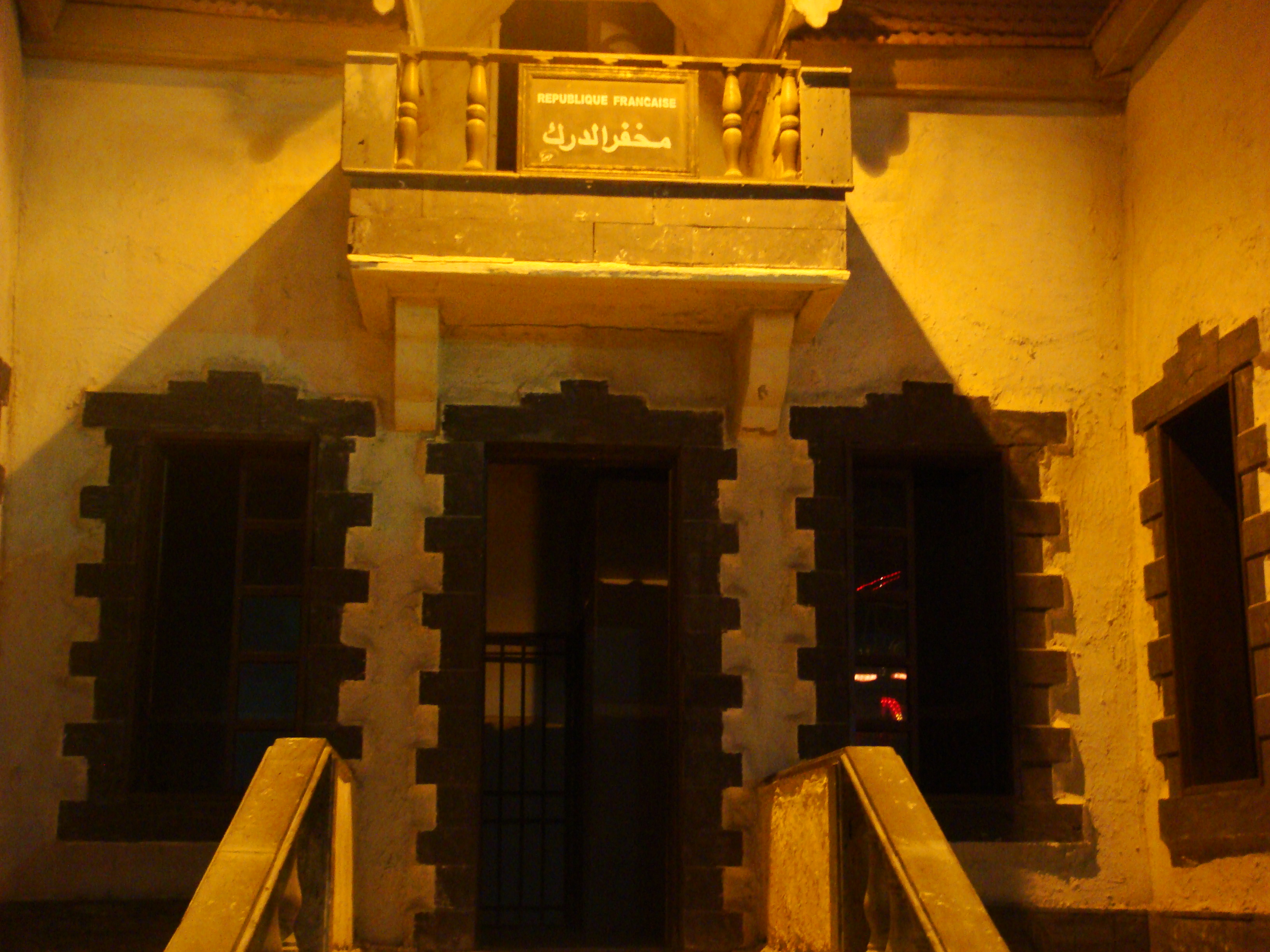
Commissariat du studio de la série.

Bab Al Hara (en arabe : باب الحارة, littéralement La Porte du Quartier) est un feuilleton télévisé syrien retraçant la vie et les coutumes d'antan dans un quartier de la vieille ville de Damas (Ach-Cham) en Syrie à la fin des années 1920 sous le mandat français. Il fut suivi à travers le monde arabe par un grand nombre de téléspectateurs.

## Diffusion
La série s'étend sur sept saisons. La saison un, deux, trois et quatre se composent respectivement de 33, 31, 31 et 30 épisodes. Elle est diffusée sur les chaînes arabes du câble (MBC, LBC, Nessma, Qatar TV, Dzaïr TV…) pendant le mois du Ramadan.
La 5e saison a été diffusée du mercredi 11 août 2010 de 10h précise et s'est terminée le jeudi 9 septembre à 11h précise date de la fin du ramadan 2010 heure locale d'Arabie Saoudite.

## Contexte historique
La série se déroule dans les années 1930, une époque où le Moyen-Orient était administré  par le Royaume-Uni et la France. La Syrie est sous mandat français et la Palestine - où certains des hommes du quartier partent pour combattre les Britanniques à la fin du deuxième épisode de la série - est sous mandat britannique. Bab al-Hara dépeint les derniers moments de la société syrienne à la fin de plusieurs siècles de joug ottoman, juste avant la transition coloniale et l'entrée dans la modernité. Le retour à cette époque explique en partie sa popularité, l'expression de la nostalgie du monde arabe et de l'aspiration vers une vie simple, plus digne du temps avant la tourmente cataclysmique et de la crise de l'identité culturelle inaugurée par la formation des différentes identités nationales arabes.

## Distribution
- Abbas Al-Noury
- Bassam Koussa
- Beispiel
- Samer Al-Masry
- Mouna Wasef
- Sabah Jazaeri
- Nezar Abohajar
- Wael Charaf
- Milad Youssef
- Leila Al-Atrach
- Taj Haidar
- Anahid Fayad
- Amieh Mals
- Wafaa Maosili
- Wafeq Alza'em
- Nahed Al Halabi
- Hassan Dakak
- Ayman Bahnasi
- Salim Kallas
- Beispiel
- Mohammad Rafe'
- Imarat Rizq
- Mohammed Kheir Al-Jarah
- Shukraan Mataja
- Houssam Alchat
- Issam Abaji
- Fadwa Mohsen
- Tousam Tahseen Baik
- Ali Kareem
- Mohammed Knoogh
- Adil Ali
- Fayez Quzouq
- Qusai Khawli
- Mostafa el-Khani
- Jalal Altawil
- Ahmad Harhash